# SkyHook JHL-40
El SkyHook JHL-40 es un dirigible híbrido/helicóptero actualmente en desarrollo. 

## Desarrollo y diseño
El 9 de julio de 2008, Boeing anunció que se había unido con SkyHook International, una compañía canadiense, para desarrollar esta aeronave. No se han producido más comunicados de prensa desde 2009 y Skyhook International ha abandonado su registro de nombre de dominio desde 2010, según se muestra en el Internet Archive.
Según portavoces de la compañía, el avión combinará las mejores prestaciones de un dirigible y un helicóptero, y será capaz de transportar una carga de 40 toneladas a 320 km sin repostar. Con una longitud de 92 m, lo clasificaría como el mayor helicóptero del mundo, y será capaz de volar 1300 km sin carga. El aparato usará helio como gas elevador para proporcionar suficiente sustentación como para transportar su propio peso, y usará cuatro rotores de helicóptero para elevar la carga y propulsar el avión. Usando tanto el helio como los rotores de helicóptero, el avión puede evitar tener que expulsar helio tras la descarga.
En comparación, el helicóptero CH-47 Chinook puede llevar una carga la misma distancia, pero solo puede elevar una carga de 10 toneladas.
SkyHook declara que el avión proporcionará beneficios medioambientales sobre los métodos tradicionales de entrega de cargas pesadas, así como que requerirá menos combustible que un helicóptero y no necesitará construir grandes carreteras para los equipos de construcción.
El JHL-40, o Jess Heavy Lifter, se llama así por Pete Jess, el presidente y jefe de operaciones de SkyHook International, la compañía que es propietaria de la patente del avión.
El avión planeado todavía tiene que ser certificado por Transportes de Canadá y la Administración Federal de Aviación estadounidense. En la actualidad, las prestaciones generales y el diseño del avión han sido establecidos. El siguiente paso del programa, nunca alcanzado, iba a ser el Diseño Detallado en 2011, que se habría centrado en el diseño, análisis y especificaciones de todo el hardware, software e interfaces de los sistemas de apoyo terrestre y del avión relacionados. Boeing está diseñando y fabricará un prototipo SkyHook HLV de producción en sus instalaciones de Rotorcraft Systems en Ridley Park, Pennsylvania. El nuevo avión entrará en servicio comercial tras su certificado por Transportes de Canadá y la Administración Federal de Aviación estadounidense. Está previsto que el primer avión SkyHook HLV vuele en 2014; sin embargo, el 13 de septiembre de 2010, el Financial Times Deutschland reveló que el desarrollo estaba detenido hasta que estuviera disponible una inyección de 100 millones de dólares de fondos públicos.

### Aeronaves similares
- Piasecki PA-97
- Cargolifter